# 长青角浮桥
长青角浮桥（也称作520大桥，官方名称：阿尔伯特·D·罗塞里尼州长大桥）是520号华盛顿州州道跨过华盛顿湖的一座浮桥，全长7,710英尺（2,350）。